# Godzięcin
Godzięcin est une localité polonaise de la gmina de Brzeg Dolny, située dans le powiat de Wołów en voïvodie de Basse-Silésie.